# ناصر عبد الكريم
ناصر عبد الكريم عبد الرحيم دبلوماسي فلسطيني، كان سفيرًا لدولة فلسطين لدى أذربيجان.

## حياته
عُين في 10 أغسطس 2010 سفيرًا لدولة فلسطين لدى أذربيجان، وفي 26 أكتوبر 2010 قدم أوراق اعتماده للرئيس الأذربيجاني إلهام علييف. واستمر في المنصب حتى عام 2025.

### جوائز مستلمة
- في 15 مارس 2025، سلمه وزير الخارجية الأذري جيحون بيراموف وسام الصداقة نيابة عن الرئيس إلهام علييف.[4]